# Shingo Akamine
Shingo Akamine (赤嶺 真吾 Akamine Shingo?,  nacido el 8 de diciembre de 1983 en Naha, Okinawa) es un exfutbolista japonés. Jugaba de delantero.

## Trayectoria

### Clubes
| Club                       | País  | Año         |
| -------------------------- | ----- | ----------- |
| F.C. Tokyo                 | Japón | 2005 - 2010 |
| Vegalta Sendai (préstamo)  | Japón | 2010        |
| Vegalta Sendai             | Japón | 2011 - 2014 |
| Gamba Osaka                | Japón | 2015 - 2016 |
| Fagiano Okayama (préstamo) | Japón | 2016        |
| Fagiano Okayama            | Japón | 2017 - 2020 |
| FC Ryukyu                  | Japón | 2021        |

## Palmarés

### Títulos nacionales
| Título             | Club        | País  | Año  |
| ------------------ | ----------- | ----- | ---- |
| Copa J. League     | F.C. Tokyo  | Japón | 2009 |
| Supercopa de Japón | Gamba Osaka | Japón | 2015 |
| Copa del Emperador | Gamba Osaka | Japón | 2015 |

### Títulos internacionales
| Título           | Club (*)   | Sede  | Año  |
| ---------------- | ---------- | ----- | ---- |
| Copa Suruga Bank | F.C. Tokyo | Tokio | 2010 |

(*) Incluyendo la selección

### Distinciones individuales
| Distinción                                 | Año  |
| ------------------------------------------ | ---- |
| Premio al Jugador Superior de la J. League | 2012 |
| MVP de Mayo de la J1 League                | 2014 |
| MVP de Julio de la J2 League               | 2017 |